# 伊莎贝尔·米尔
伊莎贝尔·米尔（法語：Isabelle Mir，1949年3月2日—），法国女子高山滑雪运动员。她曾代表法国参加1968年和1972年冬季奥林匹克运动会高山滑雪比赛，其中1968年奥运会获得一枚银牌。